# Димитровский (Воронежская область)
Димитровский (Дмитровский) — посёлок в Новохопёрском районе Воронежской области России.
Входит в состав Коленовского сельского поселения.

## География
Посёлок расположен на берегу притока реки Елань, к западу от города Новохопёрска (районный центр). Абсолютная высота над уровнем моря 76 метров. Площадь посёлка — 40,43 гектара. В посёлке одна улица (Димитровская).

### Климат
Климат посёлка Димитровский характеризуется как умеренно-континентальный. Лето жаркое, засушливое, зима не очень холодная. Снежный покров довольно устойчивый. В среднем температура воздуха за год составляет +5,5°С. Максимальная достоверная зафиксированная плюсовая температура достигает +40°С, минимальная -37°С. За год выпадает от 450 до 500 мм осадков, больше половины летом. Снежный покров держится до 120 дней, средняя высота 21 см. 

### Часовой пояс
Посёлок Димитровский, как и вся Воронежская область, находится в часовой зоне МСК (московское время). Смещение применяемого времени относительно UTC составляет +3:00.

## История
Точная дата основания посёлка неизвестна, однако он основан после 1917 года и раньше 1941 года, когда впервые нанесён на карту.

## Население
| 2010 |
| ---- |
| 82   |

## Инфраструктура
В посёлке имеются газо- и водоснабжение. Транспортное сообщение с другими населёнными пунктами осуществляется по грунтовым дорогам. Есть фельдшерско-акушерский пункт (ФАП). Некоторые жители заняты личным подсобным хозяйством, зарегистрировано два фермерских хозяйства.